# Polnička topolová
Polnička topolová (Agrocybe aegerita), jinak také šupinovka válcovitá, je druh houby z čeledi límcovkovité (Strophariaceae).

## Znaky
Klobouk dorůstá do šířky 1-12cm, v mládí polokulovitý se postupně plošně rozevírá. Pokožka je hladká, jemně vrásčitá či políčkovitě rozpraskaná, má nejprve tmavě hnědou barvu, která stářím od okrajů ke středu postupně vybledá, přičemž si u starých plodnic střed zachovává alespoň světle hnědý odstín.
Lupeny jsou bílé až hnědé, na klobouku hustě uspořádané, u třeně široce připojené až sbíhavé, u mladých plodnic jsou zahalené bílým závojem. Výtrusný prach je dle stáří červenavý až tabákově hnědý.
Třeň je 2-5 cm dlouhý, válcovitý, bělavý, zprvu bíle vláknitý, později výrazně bíle šupinkatý, nese bílý, vytrvalý, blanitý prsten.
Dužnina je křehká, tenká, bílá, vyznačuje se příjemnou chutí i vůní.

## Užití
Jedlá, tržní houba.
Druh patří k prvním druhům komerčně pěstovaných hub, první zmínky o jeho pěstování pochází z dob starověkého Říma. Dnes je jejím významným pěstitelem zejména Itálie.
Houba se dá pěstovat i v domácích podmínkách na štěpkách či kmenech.

## Ekologie
Od března do října roste polnička topolová v teplých oblastech na pařezech, kořenech či v blízkosti topolů (Populus) nebo jiných listnatých stromů, formuje trsy.

## Rozšíření
Druh je rozšířen zejména v oblastech jižní Evropy (Itálie, Španělsko, Portugalsko), méně hojně pak i v oblastech Nizozemí, Slovinska, Francie, Německa, Estonska, Chorvatska, Maďarska, Spojeného království, Norska, Maroka, Číny, Japonska a Koreje.

## Galerie

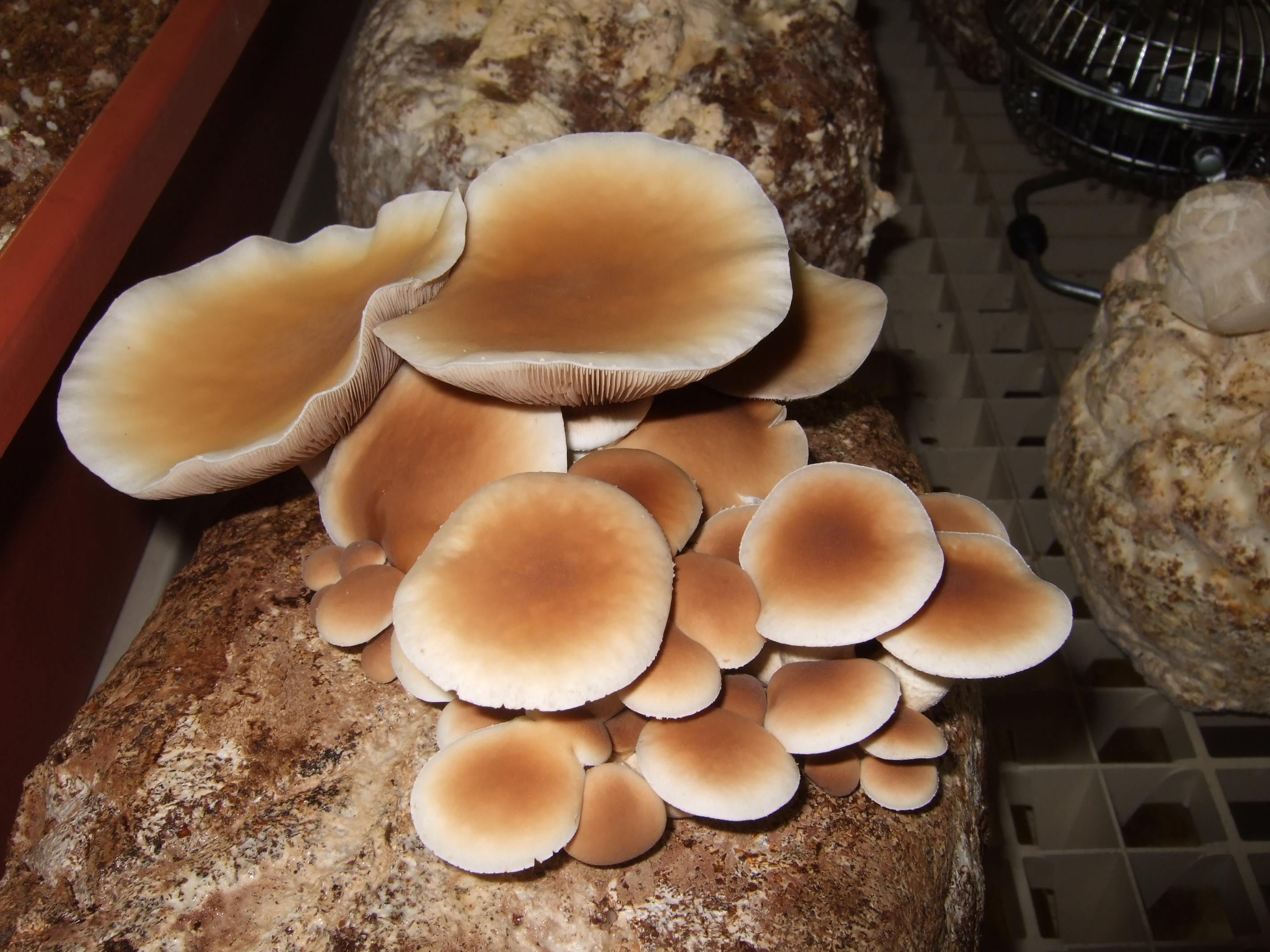
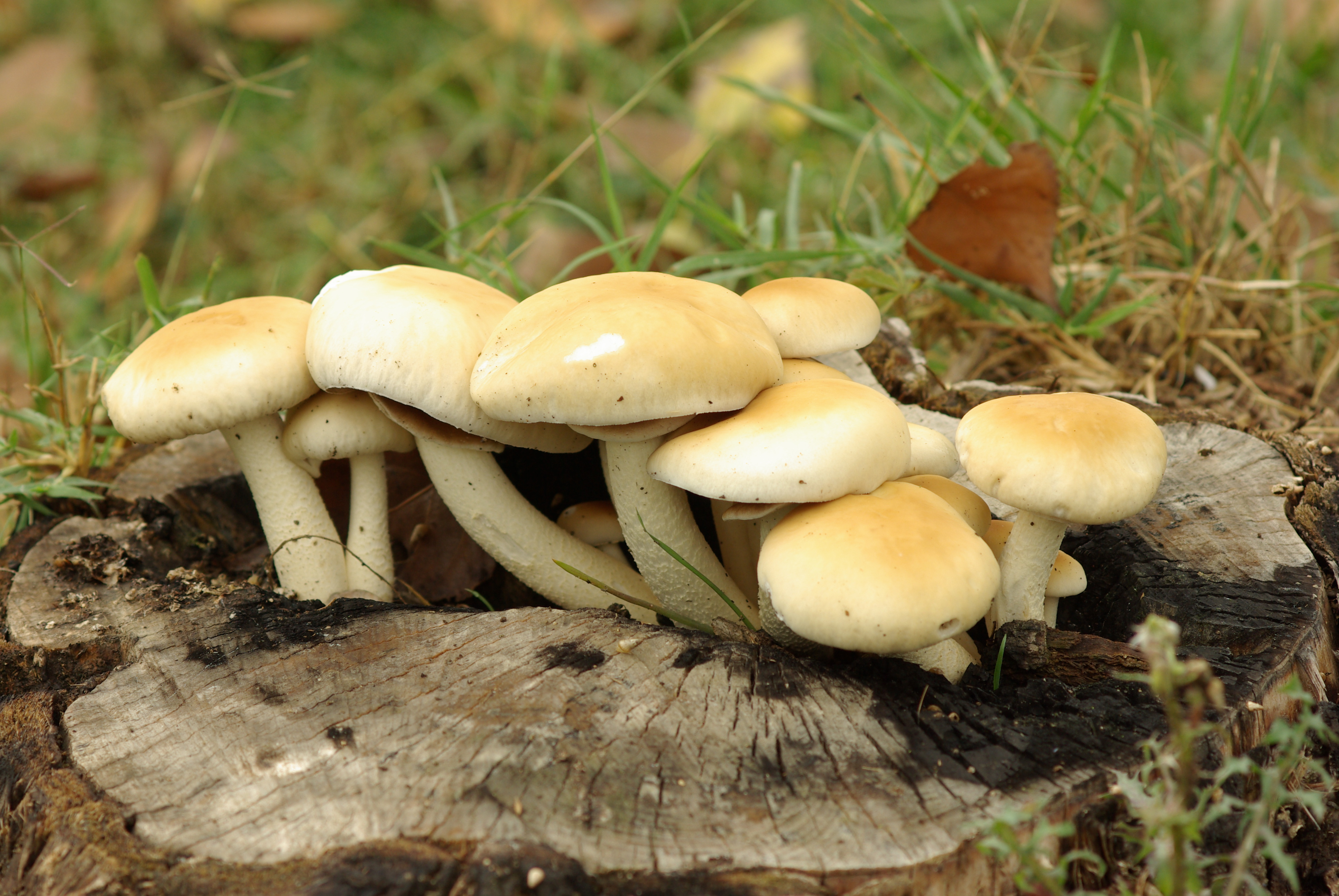
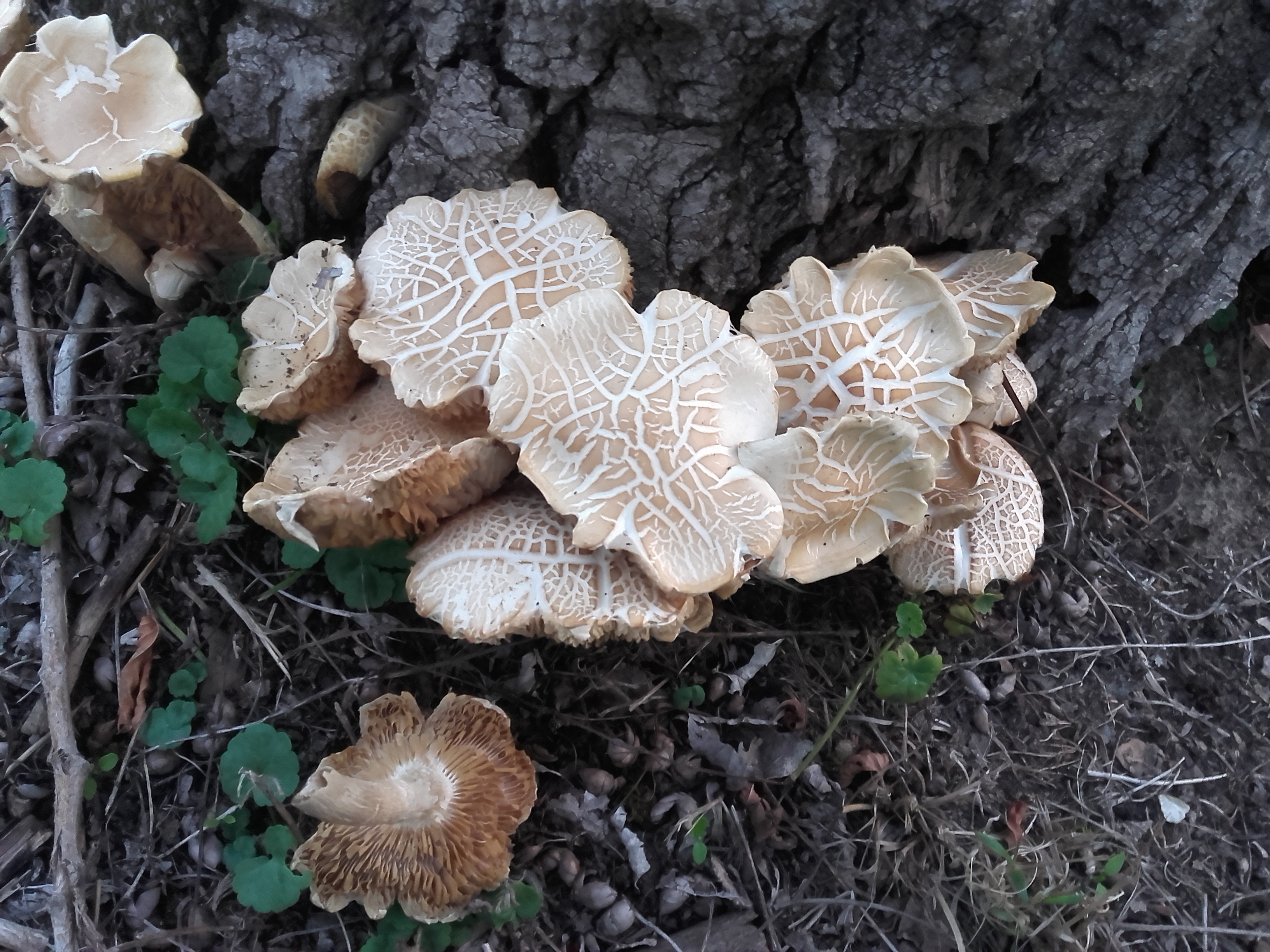
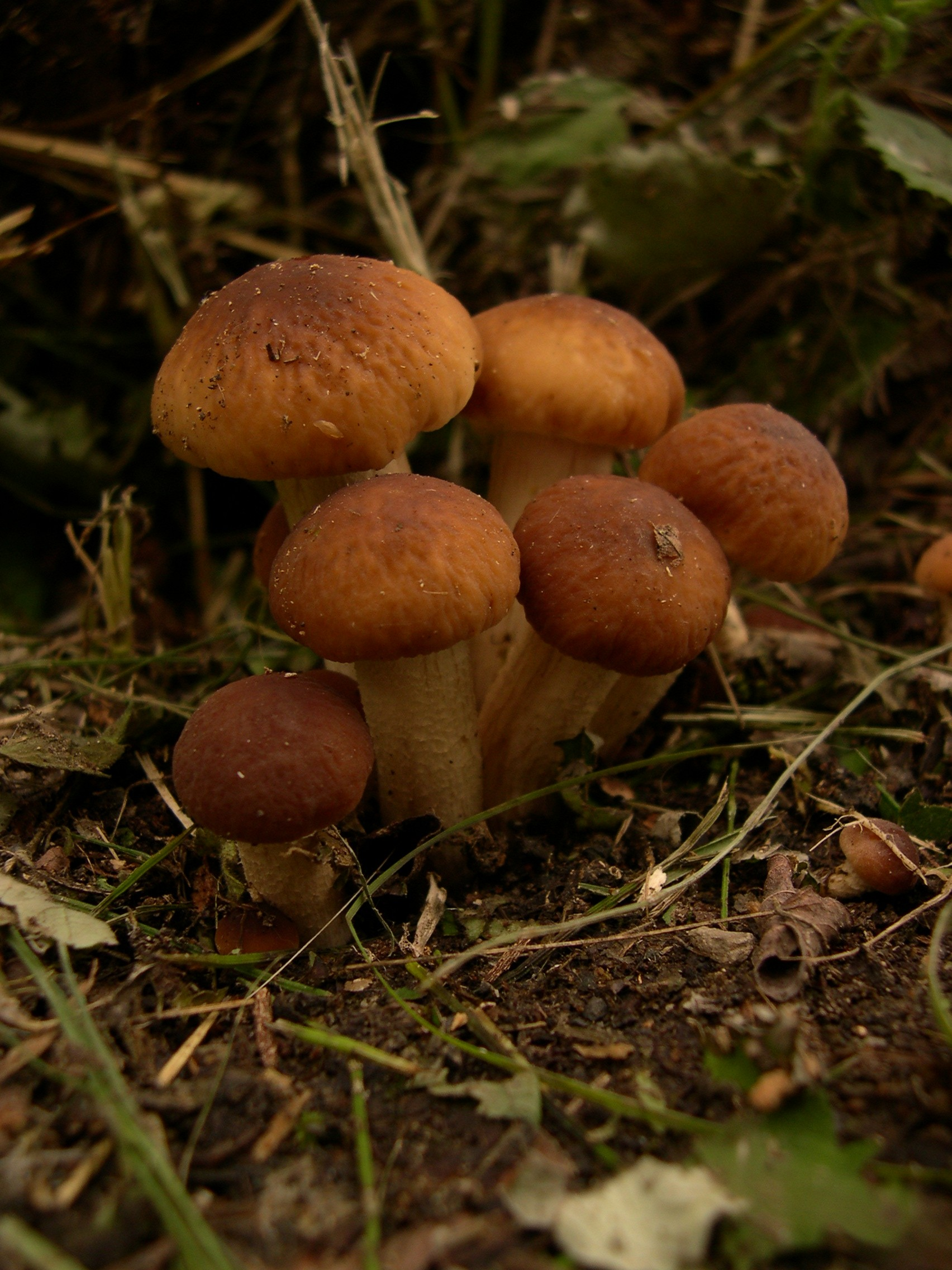

## Možnost záměny
- Polnička raná (Agrocybe praecox)[4]